# لیلا شیپوش
لیلا شیپوش (مجاری: Lilla Sipos؛ زادهٔ ۱۴ ژوئیهٔ ۱۹۹۲) بازیکن فوتبال اهل مجارستان است.
از باشگاه‌هایی که در آن بازی کرده‌است می‌توان به باشگاه فوتبال فرنتس‌واروش، باشگاه فوتبال دیوری ای‌تی‌او، و باشگاه فوتبال فرنتس‌واروش اشاره کرد.
وی همچنین در تیم ملی فوتبال زنان مجارستان بازی کرده‌است.